# Oscar Schneider
Pour les articles homonymes, voir Schneider.
Oscar Schneider, né le 3 juin 1927 à Heideck et mort le 29 décembre 2024, est un homme politique allemand membre de l'Union chrétienne-sociale en Bavière (CSU).
Député fédéral de Bavière au Bundestag de 1969 à 1994, il prend la présidence de la commission parlementaire de l'Aménagement du territoire en 1972, avant d'être nommé  ministre fédéral de l'Aménagement du territoire dans la coalition noire-jaune d'Helmut Kohl dix ans plus tard. Il quitte le gouvernement en 1989, et se présente un an plus tard aux élections municipales dans la ville de Nuremberg, où il est battu par le maire social-démocrate sortant.
Il est le concepteur du dôme de verre qui surplombe désormais le palais du Reichstag.

## Éléments personnels
Oscar Schneider passe son Abitur à Eichstätt en 1948, et accomplit ensuite des études supérieures de droit. En 1959, il obtient son second diplôme juridique d'État ainsi que son doctorat, puis il intègre la fonction publique bavaroise, au sein de laquelle il occupe notamment le poste de directeur général de l'administration du Trésor.

## Vie politique

### Parcours militant
Il adhère à l'Union chrétienne-sociale en Bavière (CSU) en 1953, et intègre quatre ans plus tard le comité directeur du parti, qu'il ne quitte qu'en 1991. Pendant de nombreuses années, il a également présidé la fédération du parti dans la région de Nuremberg-Fürth.

### Activité institutionnelle
En 1956, il est élu au conseil municipal de Nuremberg, où il sera président du groupe de la CSU de 1960 à 1969, puis entre en 1966 à l'assemblée du district de Moyenne-Franconie, dont il sera membre pendant quatre ans. Il est élu député fédéral de Bavière au Bundestag en 1969.
Président de la commission parlementaire de l'Aménagement du territoire à partir de 1972, Oscar Schneider est nommé ministre fédéral de l'Aménagement du territoire, de la Construction et de l'Urbanisme dans la première coalition noire-jaune d'Helmut Kohl le 4 octobre 1982. À ce poste, il conçoit notamment l'idée d'un dôme de verre pour remplacer l'ancienne coupole du palais du Reichstag. Bien que l'architecte qui sera finalement retenu, Norman Foster, y soit au départ opposé, cette idée reçoit le soutien des députés fédéraux.
Oscar Schneider quitte le cabinet lors du remaniement ministériel du 21 avril 1989, et devient en 1991 porte-parole du groupe CDU/CSU au Bundestag pour la politique culturelle. Il ne se représente pas aux élections fédérales de 1994 et se retire de la vie politique.